# 조안 오브 아카디아
조안 오브 아카디아(Joan of Arcadia)는 2003년 9월 26일부터 2005년 4월 22일 CBS에서 방영된 판타지 드라마이다.
한국에서는 2004년 MBC 무비스에서 방영하였다.

## 캐스트
- 앰버 탬블린 - 조앤 지라디
- 조 만테그나 - 윌 지라디
- 메리 스틴버건 - 헬런 지라디
- 제이슨 리터 - 케빈 지라디
- 마이클 웰치 - 루크 지라디
- 크리스 마퀘트 - 애덤 로브